# Howard Hughes
Howard Robard Hughes Jr. (Humble, 24 de dezembro de 1905 – Houston, 5 de abril de 1976) foi um aviador, engenheiro aeronáutico, industrial, produtor de cinema e diretor cinematográfico norte-americano, além de um dos homens mais ricos do mundo. Ficou famoso ao quebrar o recorde mundial de velocidade em um avião, construir aviões, produzir o filme Hell's Angels e por se tornar dono de uma das maiores empresas aéreas norte-americana, a TWA.

## Primeiros anos

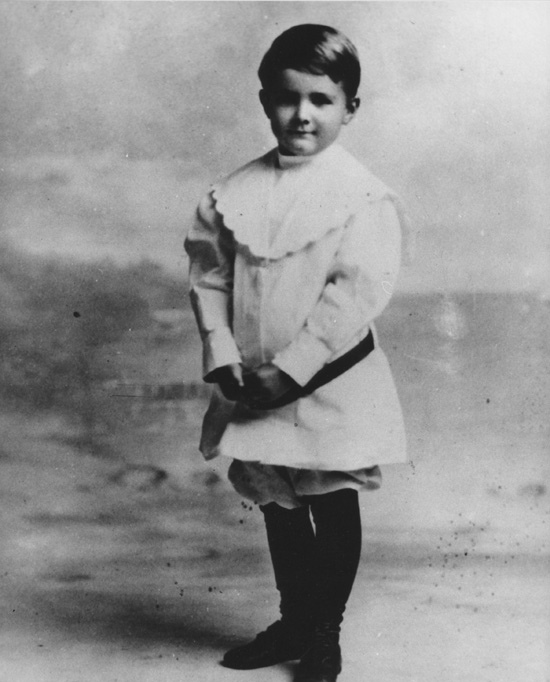
O jovem Howard Hughes em 1912.

Hughes nasceu em Humble, Texas, na véspera de Natal de 1905, embora muitas fontes afirmem que ele teria nascido em 24 de setembro no mesmo local. Segundo essas fontes, o seu dia de nascimento foi marcado por uma tempestade e os seus pais ficaram impedidos de fazer a viagem para registrar o recém-nascido, deixando o assunto estender-se até três meses mais tarde. Howard Robard Hughes Jr. cresceu como um estudante interessado especialmente por matemática, voo e mecânica e fortemente influenciado e superprotegido por sua mãe que sofria de germofobia, Allene Hughes. Por conta de sua fobia de germes, Allene tratava de isolar seu filho de todos os germes ambientais. Sofria um medo terrível de contágios de enfermidades, assim Howard Hughes cresceu com uma percepção hostil do mundo exterior.
A mãe de Howard morreu em 1922 por complicações de uma gravidez ectópica. Seu pai, Sr. Howard Hughes, morreu dois anos depois, de infarto. Após ficar órfão, Howard tomou o controle da companhia do seu pai em Houston, a Hughes Tool Company, com um valor estimado em um milhão de dólares.
Em 1925, Hughes abandonou a Universidade, casou-se com Ella Rice e, juntos, mudaram-se de Houston para Hollywood, onde Howard pretendia produzir filmes.

## Hollywood

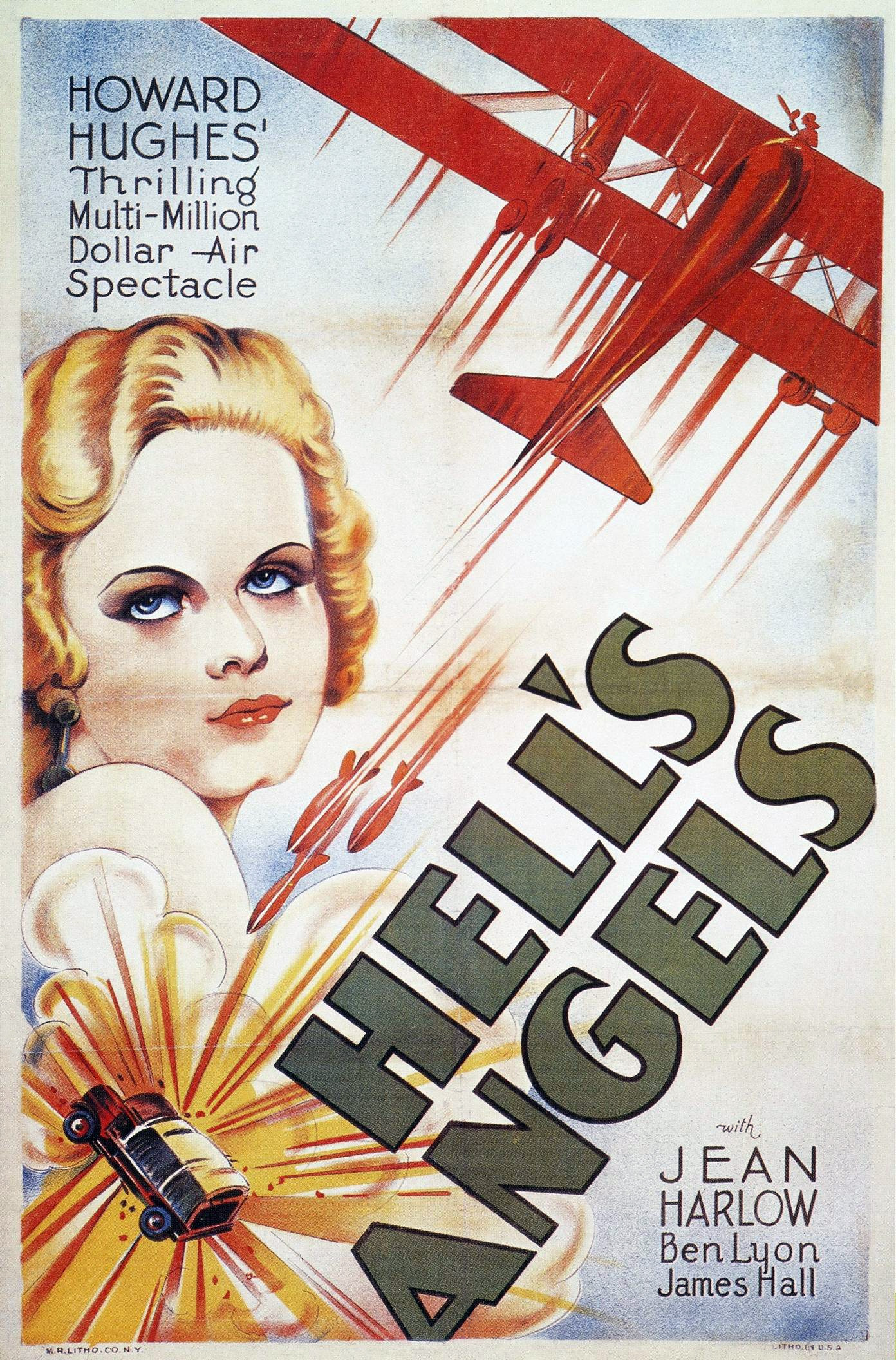
Poster do longa Hell's Angels. Considerado o filme mais caro feito até então com um orçamento de aproximadamente US$ 3,8 milhões, o filme conjugou as suas paixões quer pelo cinema quer pela aviação.

Em 1925, Howard financiou três filmes de qualidade variável, vindo posteriormente a produzir e a realizar um épico sobre pilotos da Royal Air Force na 1ª Guerra Mundial chamado "Hell's Angels". O filme custou 3,8 milhões de dólares, um autêntico recorde na época. Lançado em 1930, "Hell's Angels" foi um estrondoso sucesso, estabelecendo novos recordes de bilheteria, mas nunca chegou a recuperar o seu orçamento. Com duas versões, a primeira fora feita como filme mudo, após diversos trabalhos e orçamentos feitos em dois anos. Em sua festa de lançamento, Howard descobre o sucesso dos filmes não mudos e a "magia" que o público recebia ao assistir a um filme com falas. Então, planeja a refilmar a primeira versão de seu filme, o que faz com que "Hell's Angels" entre em mais um longo período de filmagens, inclusive oportunizando acidentes de avião durante esse processo. Após árduo trabalho, fica pronta a segunda versão do filme. Esse episódio foi retratado no filme de Martin Scorsese "O Aviador" e no romance homônimo de Charles Higham, que influenciou o filme. Hughes produziu ainda o famoso western "The Outlaw" (em Português - BR:"O Proscrito"), com Jane Russell e Jack Buetel.
Howard manteve a esposa isolada em casa até que os dois terminaram o casamento e ela voltou para Houston em 1929. A sua vida sentimental foi bastante agitada, tendo relações amorosas com estrelas de Hollywood como Ava Gardner, Katherine Hepburn, Ginger Rogers, Bette Davis, Terry Moore e Lana Turner e tendo eventualmente casado (e se divorciado) com a atriz Jean Peters.
Durante todos esses anos em Hollywood, além de seu apreço pelo cinema, Hughes manteve sua paixão pelos aviões, cuja indústria começava a se firmar no sul da Califórnia, tornando a região um autêntico centro para as novas tecnologias.

## O aviador
Howard sempre teve uma paixão por aviões: além de pilotar, aprendeu sozinho sobre sua engenharia. Howard desenvolveu seu primeiro avião chamado H-1 (ou Hughes H-1 Racer) em 1935 por sua empresa, a Hughes Aircraft.
O primeiro voo de Hughes com o H-1, em 13 de setembro de 1935, foi um sucesso: Hughes quebrou o recorde mundial de velocidade ao voar a 566 Km/h, perto de Santa Ana, Califórnia.

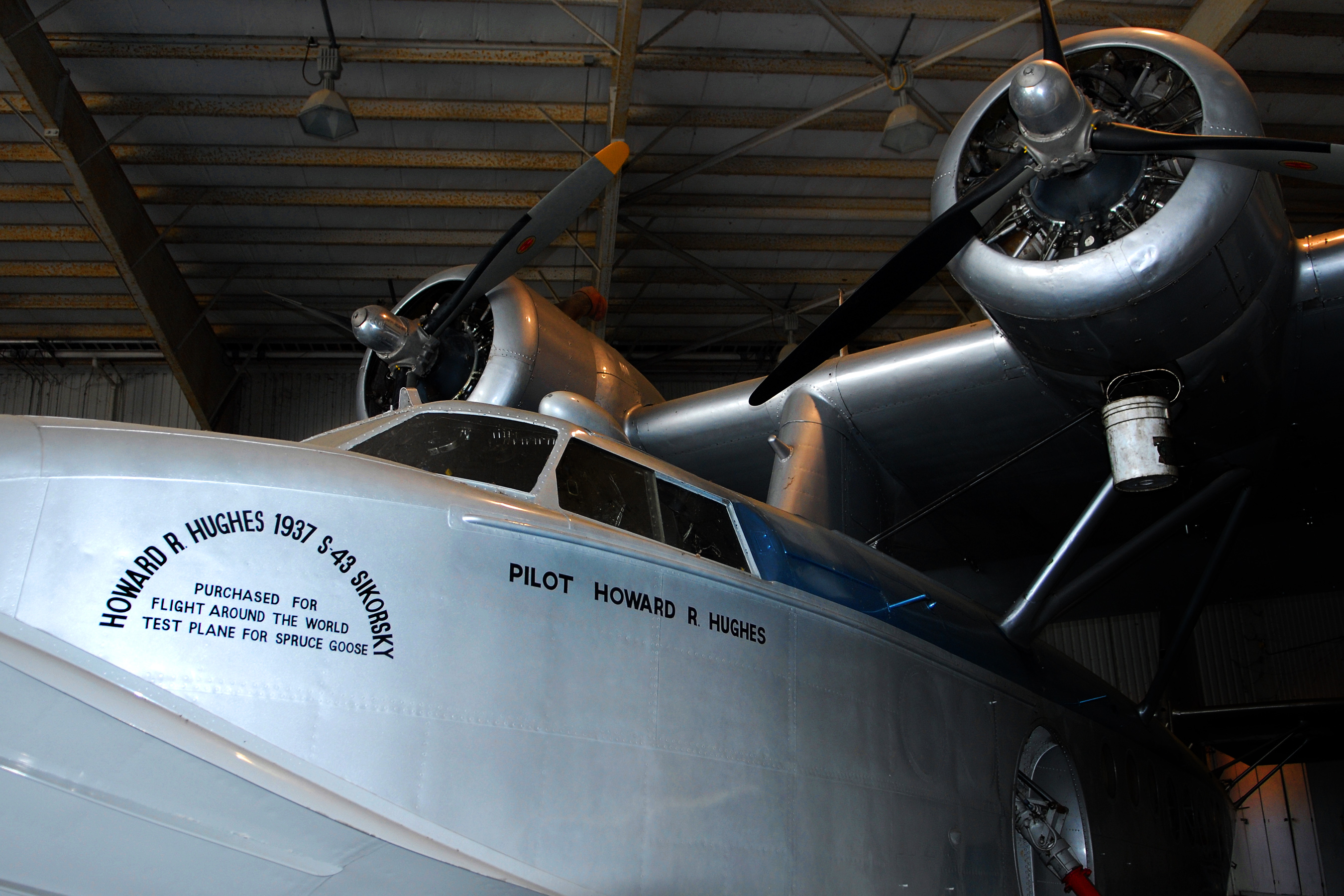
O S-43 Sikorsky no Aeroporto de Brazoria County em Texas.

Em 1937, viajou de Los Angeles até Newark (Nova Jersey) em 7 horas e 28 minutos, um novo recorde. Ainda em 1937, foi eleito o melhor aviador do mundo ao conquistar o Harmon International Trophy e foi honrado pelo Presidente Roosevelt na Casa Branca. No ano seguinte, estabeleceu um novo recorde, desta vez ao viajar à volta do mundo em 3 dias, 19 horas e 17 minutos; durante o processo, quebrou o anterior recorde de Charles Lindbergh de Nova Iorque a Paris pela metade do tempo. Hughes tinha chegado ao pico da sua carreira e da sua popularidade.

## Hércules
Os anos da 2ª Guerra Mundial foram frustrantes para Hughes. Hughes desenvolveu dois projetos para uso do exército americano. O avião espião XF-11 e o avião de carga Hércules (conhecido como "Spruce Goose", por ser feito de madeira).
Ao testar o primeiro avião, o XF-11, Hughes quase morreu em um acidente aéreo ao cair com o aparelho nas vizinhanças de Beverly Hills.
Seu projeto mais famoso talvez tenha sido o H-4 Hércules. Ao construir este gigantesco hidroavião, Hughes bateu mais um recorde, o do hidroavião com a maior envergadura da história. Apelidado como Spruce Goose, seu propósito inicial foi bélico. Foi idealizado para ser usado na Segunda Guerra Mundial como meio viável de transporte de tropas e equipamento através do Atlântico, evitando assim as perdas provocadas pelos submarinos alemães. Só foi completado depois de a guerra acabar, e chegou a voar uma vez em Long Beach Harbor no dia 2 de novembro de 1947.

## TWA
Em 1939, Hughes comprou 7 milhões de dólares em ações da TWA tomando o controle da companhia aérea. Ao entrar no mercado de companhias aéreas, Hughes contratou a Lockheed Corporation para desenvolver um novo avião comercial, o Constellation. Quando o Constellation foi finalizado, Hughes comprou 40 aviões.

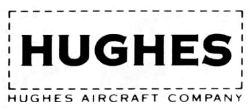
Logotipo da empresa Hughes Aircraft.

Em 1956, Hughes comprou 63 Convair 800 para a TWA. Embora muito rico, Hughes teve que abandonar o controle da TWA. Em 1966, um tribunal federal dos Estados Unidos lhe forçou a vender suas ações, devido a conflitos de interesses entre a TWA e sua própria companhia aérea (Hughes Aircraft). A venda de sua parte da TWA lhe fez ganhar 547 milhões de dólares. Durante os anos 70, Hughes voltou ao negócio das companhias aéreas, comprando a linha Aérea Air West e posteriormente nomeou-a como Hughes Airwest.

## Problemas de saúde e Morte
As últimas três décadas da sua vida não foram nada famosas. Desde 1944, Hughes começou a exibir um comportamento alarmante e uma fobia aos germes, levando-o a um esgotamento nervoso. O seu medo dos germes ficou pior devido ao vício das drogas, entre as quais Codeína (originalmente receitada para o alívio da dor das lesões sofridas no desastre de avião ocorrido anos antes) e Valium (um benzodiazepínico). A obsessão com os germes tinha começado na sua infância, devido em grande parte a uma educação demasiado protectora da sua mãe, e foi se agravando ao longo da sua idade adulta. Desde o início da década de 40 ele requeria que todos os que entrassem em contacto com as mesmas coisas que ele tocava usassem luvas brancas e todos os seus criados tinham que tratar de tudo usando lenços de papel, tal era a fobia. Em 1958 sofre o seu segundo esgotamento. O seu comportamento era cada vez mais irracional e apesar de ter tido os seus momentos de lucidez, a sua saúde física tornou-se precária. Um médico que o examinou em 1973 comparou a sua situação à dos prisioneiros que tinha visto em campos de concentração japoneses durante a 2ª Guerra Mundial. Hughes passou o último capítulo da sua vida no México, física e mentalmente doente e absolutamente sozinho no mundo, se não contarmos com os doutores e guarda-costas que o acompanhavam.

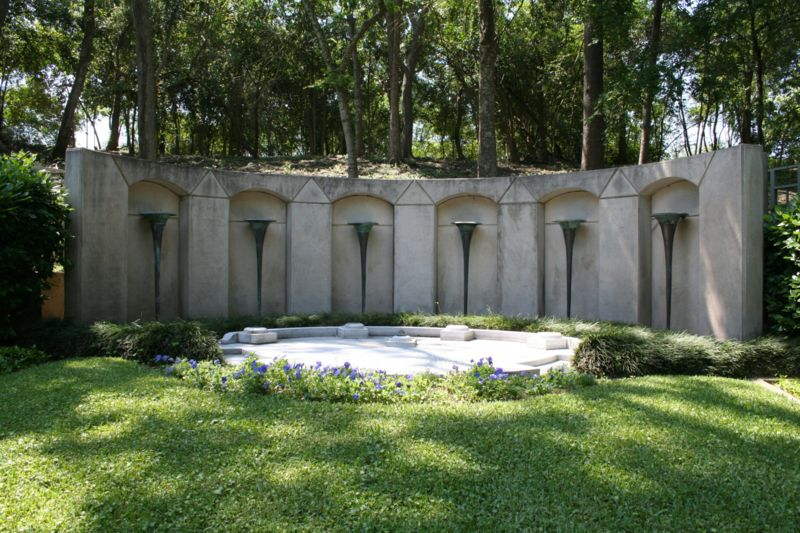
Local de sepultura da família Hughes, onde Howard Hughes está enterrado.

Em 5 de abril de 1976 (aos 70 anos de idade) acabou por falecer, vítima de parada cardíaca, ocorrida, ironicamente, num avião que o transportava de Acapulco até Houston, para tratamento médico. Encontra-se sepultado no Cemitério de Glenwood, Houston, Texas no Estados Unidos.

## Filmes sobre e influenciados em sua vida
- The Amazing Howard Hughes de 1977 — Tommy Lee Jones representou Howard Hughes em um filme baseado na biografia feita por Noah Dietrich, que foi contador do milionário por 31 anos.
- Melvin and Howard de 1980 — Jason Robards interpretou o excêntrico milionário no filme sobre um suposto episódio de sua vida.
- Tucker: The Man and His Dream é um filme sobre a vida de Preston Tucker, produzido por George Lucas e dirigido por Francis Ford Coppola em 1988. Dean Stockwell faz o papel de Howard Hughes em uma cena do filme onde ele ajuda Preston a encontrar matéria prima para construir seus carros.
- The Rocketeer (1991) — Terry O'Quinn interpreta o magnata durante uma entrevista de trabalho com Billy Campbell herói do filme.
- The Aviator de 2004 — Leonardo DiCaprio é Howard Hughes no filme dirigido por Martin Scorsese.
- O Vigarista do Ano — O esperto e narcisista Clifford Irving (Richard Gere) forja um documento no qual o bilionário Howard Hughes (Milton Buras) o autoriza a escrever sua biografia.[2]
- Homem de Ferro — Tony Stark, um cientista e empresário formado com Ph.D. em Física e Engenharia Elétrica pelo MIT. Essas características foram inspiradas em Howard Hughes. Howard Stark, o pai do Homem de Ferro, também possui os mesmos traços de Howard Hughes, além de ter coincidentemente o mesmo primeiro nome.[3][4]
- Regras Não se Aplicam — filme escrito e dirigido por Warren Beatty em 2016, inspirado em Howard Hughes e na década de 50.